# Regras de Baldwin
Em química orgânica, as regras de Baldwin são um conjunto de diretrizes que descrevem o relativo favoritismo das reações de fechamento de anel em compostos alicíclicos. Foram propostas pela primeira vez por Jack Baldwin em 1976.
As regras classificam os fechamentos de anel em três formas:
- o número de átomos em novos anéis formados
- em fechamentos de anel exo e endo, dependendo de se a ligação quebra-se durante o fechamento do anel está dentro (endo) ou fora (exo) do anel que se forma
- em tet, trig e dig, dependendo de se o carbono eletrofílico é tetraédrico/sp3 (tet), trigonal/sp2, (trig) ou digonal/sp, (dig)

Consequentemente, uma reação de fechamento de anel poderia ser classificada como, por exemplo, uma 5-exo-trig.
Baldwin descobriu que os requerimentos de sobreposição de orbitais para a formação de ligações favorecem só certas combinações de tamanho de anel e dos parâmetros exo/endo/dig/trig/tet.
Existem algumas exceções para as regras de Baldwin. Por exemplo, frequentemente os cátions desobedecem as regras de Baldwin, assim como as reações na qual estão incluídos no anel um átomo da segunda fileira da tabela periódica. Outra exceção importante é para a ciclização 5-endo-trig, é favorecida para elementos do 2º período. 
| Fechamentos de anel des/favorecidos segundo Baldwin | Fechamentos de anel des/favorecidos segundo Baldwin | Fechamentos de anel des/favorecidos segundo Baldwin | Fechamentos de anel des/favorecidos segundo Baldwin | Fechamentos de anel des/favorecidos segundo Baldwin | Fechamentos de anel des/favorecidos segundo Baldwin | Fechamentos de anel des/favorecidos segundo Baldwin | Fechamentos de anel des/favorecidos segundo Baldwin | Fechamentos de anel des/favorecidos segundo Baldwin | Fechamentos de anel des/favorecidos segundo Baldwin | Fechamentos de anel des/favorecidos segundo Baldwin |
| --------------------------------------------------- | --------------------------------------------------- | --------------------------------------------------- | --------------------------------------------------- | --------------------------------------------------- | --------------------------------------------------- | --------------------------------------------------- | --------------------------------------------------- | --------------------------------------------------- | --------------------------------------------------- | --------------------------------------------------- |
|                                                     | 3                                                   | 3                                                   | 4                                                   | 4                                                   | 5                                                   | 5                                                   | 6                                                   | 6                                                   | 7                                                   | 7                                                   |
| tipo                                                | exo                                                 | end                                                 | exo                                                 | end                                                 | exo                                                 | end                                                 | exo                                                 | end                                                 | exo                                                 | end                                                 |
| tet                                                 | √                                                   |                                                     | √                                                   |                                                     | √                                                   | X                                                   | √                                                   | X                                                   | √                                                   |                                                     |
| trig                                                | √                                                   | X                                                   | √                                                   | X                                                   | √                                                   | X                                                   | √                                                   | √                                                   | √                                                   | √                                                   |
| dig                                                 | X                                                   | √                                                   | X                                                   | √                                                   | √                                                   | √                                                   | √                                                   | √                                                   | √                                                   | √                                                   |

As regras se aplicam quando o nucleófilo pode atacar a ligação em questão em um ângulo ideal. Estes ângulos são 180° para as reações exo-tet, 109° para as reações exo-trig, e 120° para as reações endo-dig.

## Aplicações
Em um estudo, foram construídos anéis de sete membros em uma reação de adição em cascata 5-exo-dig, do tipo rearranjo de Claisen:
Foi observado um padrão 6-endo-dig em uma adição 1,2 em cascata aleno - alquino do tipo ciclização de Nazarov, catalisada por um composto de ouro:
Uma reação de fechamento de anel 5-endo-dig tomóu parte de uma síntese da (+)-Preusina

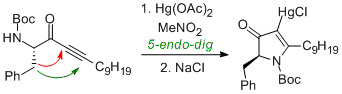
Passo chave na síntese de preusina

As regras de Baldwin também são aplicáveis às ciclizações aldólicas que envolvem enolatos:
As regras são as seguintes:
| Fechamentos de anel des/favorecidos para enolatos | Fechamentos de anel des/favorecidos para enolatos | Fechamentos de anel des/favorecidos para enolatos | Fechamentos de anel des/favorecidos para enolatos | Fechamentos de anel des/favorecidos para enolatos | Fechamentos de anel des/favorecidos para enolatos | Fechamentos de anel des/favorecidos para enolatos | Fechamentos de anel des/favorecidos para enolatos | Fechamentos de anel des/favorecidos para enolatos | Fechamentos de anel des/favorecidos para enolatos | Fechamentos de anel des/favorecidos para enolatos |
| ------------------------------------------------- | ------------------------------------------------- | ------------------------------------------------- | ------------------------------------------------- | ------------------------------------------------- | ------------------------------------------------- | ------------------------------------------------- | ------------------------------------------------- | ------------------------------------------------- | ------------------------------------------------- | ------------------------------------------------- |
|                                                   | enolendo                                          | enolendo                                          | enolendo                                          | enolendo                                          | enolendo                                          | enolexo                                           | enolexo                                           | enolexo                                           | enolexo                                           | enolexo                                           |
| tipo                                              | 3                                                 | 4                                                 | 5                                                 | 6                                                 | 7                                                 | 3                                                 | 4                                                 | 5                                                 | 6                                                 | 7                                                 |
| exo-tet                                           | X                                                 | X                                                 | X                                                 | √                                                 | √                                                 | √                                                 | √                                                 | √                                                 | √                                                 | √                                                 |
| exo-trig                                          | X                                                 | X                                                 | X                                                 | √                                                 | √                                                 | √                                                 | √                                                 | √                                                 | √                                                 | √                                                 |

## Exceções
Essas regras são baseadas em evidências empíricas e numerosas "exceções" são conhecidas. Exemplos incluem:
- ciclizações de cátions
- reações envolvendo átomos de terceira fila da tabela periódica, tais como enxofre